# 日本美學
日本美學包含一套在日本等地流傳已久的美學理想，其中包括侘（短暫而鮮明的美）、寂（自然古色和老化之美）和幽玄（深邃優雅和微妙）。 這些理想以及其他理想是日本文化和美學規範的基礎，即什麼被認為是有品味或美麗的。 因此，雖然在西方社會被視為一種哲學，但日本的美學概念卻被視為日常生活中不可或缺的一部分。 日本美學現在包含各種理想； 其中一些是傳統的，而另一些是現代的，有時會持續受到其他（外來）文化的影響。

## 神道教與佛教
神道教被認為是日本文化的源頭。 它強調自然的完整性和倫理學的特徵，以及對景觀的讚美，它為日本美學奠定了基調。直到13世紀，神道教仍然是對日本美學的主要影響。 在佛教傳統中，一切事物都被認為是從無到有，或從無到有。這個“虛無”不是空虛的空間。它更像是一個蘊含潛在可能的空間。 如果海洋代表潛在可能，那麼每一件事都像波浪一樣從它升起又回到它。沒有永久的波浪。波浪在任何時候都不是完整的，即使是在它的頂峰。自然被視為一個充滿活力的整體，值得欽佩和欣賞。這種對自然的欣賞一直是許多日本美學理想、“藝術”和其他文化元素的基礎。在這方面，“藝術”的概念（或其概念上的等價物）也與西方傳統（見日本藝術）有很大不同。

## 侘寂
「侘」（羅馬化：Wabi）與「寂」（羅馬化：sabi）指的是對日常生活的謹慎態度。隨著時間的推移，它們的含義重疊並融合，直到它們統一為侘寂，美學定義為“不完美、無常和不完整”的事物之美。萌芽中的事物，或者說衰敗的事物，比盛開的事物更能喚起侘寂，因為它們暗示著事物的短暫性。事物來來去去，就會出現來去去的徵兆，這些徵兆被認為是美的。在這裡，美是一種改變的意識狀態，可以在世俗和簡單中看到。大自然的特徵是如此微妙，以至於需要冷靜的心智和有素養的認知才能辨別它們。 在禪宗哲學中，實現侘寂有七個美學原則：
- 不均斉（羅馬化：Fukinsei）：不對稱，不規則
- 簡素（羅馬化：Kanso）：簡單
- 考古（羅馬化：Koko）：基本的、風化的
- 自然（羅馬化：Shizen）：不做作，自然如人類的行為
- 幽玄（羅馬化：Yūgen）：微妙深奧的優雅、不明顯
- 脫俗（羅馬化：Datsuzoku）：無拘無束、自由
- 靜寂（羅馬化：Seijaku）：寧靜、寂靜

這些概念中的每一個都在自然界中發現，但可以暗示人類性格的美德和行為的適當性。這反過來表明，美德和合宜的言行舉止可以透過對藝術的欣賞和實踐來灌輸。因此，審美理想具有倫理內涵，並滲透到日本文化的許多部分。

## 雅
「雅」（羅馬化：Miyabi）是日本最傳統的審美理想之一，儘管可能不如「粋」或「侘寂」流行。 在現代日語中，這個詞通常被翻譯為“優雅”、“精緻”或“典雅”，有時也被稱為“令人心碎的”。
雅的貴族理想要求消除任何荒謬或低俗的事物，並“磨練禮儀、語言和感情，以消除一切粗暴，以達到最高的優雅”。 它表達了對美的感受性，這是平安時代的標誌。 雅經常與「物哀」的概念密切相關，一種對事物短暫性的苦樂參半的意識，因此人們認為衰落中的事物表現出極大的「雅」。

## 渋い、渋み、渋さ
渋い（羅馬化：Shibui；形容詞）、渋み（羅馬化：shibumi；名詞）或渋さ（羅馬化：shibusa；名詞）是日語單詞，指的是一種特殊的美學或簡單、微妙和不顯眼的美。這個詞起源於南北朝時期，最初指的是酸味或澀味，例如未成熟的柿子的味道。 Shibui 仍然保持字面意思，並且仍然是甘い（羅馬化：amai）的反義詞，意思是“甜蜜”。像粋和侘寂等其他日本美學術語一樣，渋い可以適用於廣泛的主題，而不僅僅是藝術或時尚。
渋さ包括以下基本素質：
1. 渋い對象總體上看起來很簡單，但它們包含微妙的細節，例如紋理，平衡了簡單性和複雜性。
2. 這種簡單與複雜的平衡確保了人們不會厭倦「澀澀」的物體，而是不斷發現新的含義和豐富的美感，使其審美價值逐年增長。
3. 渋さ不能與「侘」或「寂」混淆。儘管許多侘寂或寂的對像是渋い，但並非所有渋い對像都是侘或寂。 侘或寂對象可能更劇烈，有時會將故意的缺陷誇大到可能看起來是人造的程度。 渋さ對像不一定是不完美或不對稱的，儘管它們可以包含這些特性。
4. 渋さ在優雅與粗獷或自然與內斂等對比鮮明的美學概念之間游刃有餘。

## 粋
粋（平假名：いき，羅馬化：Iki）是日本的傳統審美理想。粋的基礎被認為是在江戶時代江戶的都市商人階層町人中形成的。 粋是簡單、精緻、自發性和獨創性的表達。它是短暫的、直接的、可衡量的、無意識的。粋並不過分精緻、自命不凡、複雜。 粋可能表示個人特徵，或表現出人類意志或意識的人工現象。粋不用於描述自然現象，但可以表達為人類對自然之美的欣賞，或人類的本性。 粋這個詞通常在日本文化中用來描述具有審美吸引力的品質，當應用於一個人時，他們所做的或擁有的，構成了高度的讚美。粋在自然界中是找不到的。雖然與侘寂無視完美相似，但粋是一個廣泛的術語，包含與精緻和天賦相關的各種特徵。感性的雅緻表現可以是粋。在詞源上，粋的詞根意味著純潔和純粹等概念。然而，它也承載著對生活的愛慾。

## 序破急
序破急（羅馬化：Jo-ha-kyū）是一種廣泛應用於日本傳統藝術的變化模式和發展的概念。 或可粗略地翻譯為“開始、中斷、快速”，它意味著一種節奏，開始緩慢，加速，然後迅速結束。 這一概念適用於日本茶道、劍道、傳統戲劇、雅樂以及傳統的協作鏈接詩形式連歌（羅馬化：renga）和連句（羅馬化：renku，或稱俳諧の連歌，羅馬化：haikai no renga）的元素。

## 幽玄
幽玄（羅馬化：Yūgen）是日本傳統美學中的一個重要概念。 這個詞的確切翻譯取決於上下文。 這個詞取自日本古代哲學文獻中。幽玄的意思是“昏暗”、“深沉”或“神秘”。 在對日本和歌的批評中，用來形容詩中隱約暗示的事物的微妙深奧，也是一種詩體的名稱（藤原定家所描述的十種正統風格之一）。

幽玄暗示了無法言說的東西，但這並不是對另一個世界的暗示。 它是關於這個世界，這個經歷。 下述這些都是感受幽玄的途徑：
看著夕陽淹沒在在覆滿鮮花的山頭。
漫步在一個無盡的樹海裡，沒有想過回頭。
站在岸邊凝視著遠方的船消失在島嶼後方。
漫思那些在雲層間忽隱忽現般飛行的野鵝們的飛行路徑，
和竹枝間交疊的細微樹影。
— 世阿彌
世阿彌是能劇戲劇藝術形式的先驅，並撰寫了經典的戲劇理論著作《風姿花傳》。 他使用自然的圖像作為永恆的隱喻。 例如，“銀碗中的雪”代表“寧靜之綻放”。

## 芸道
芸道（羅馬化：Geidō）指的是各種日本傳統藝術學科：能劇、華道（花藝）、書道（日本書法）、茶道和焼物（陶器）。所有這些學科都帶有倫理和美學內涵，並教導人們對創造過程的欣賞。 為了在他們的訓練中引入紀律，日本武士效仿了透過稱為「型」或「形」（羅馬化：kata）的規定形式系統化實踐的藝術的例子。戰鬥技巧的訓練結合了藝術的方式（芸道）、藝術本身的實踐，以及灌輸美學概念（例如，前述之「幽玄」）和藝術哲學。這導致格鬥技術被稱為戰鬥藝術。所有這些藝術都是一種內隱知識溝通的形式，人們可以透過對這種內隱知識方面的鑑賞來回應它們。 

## 圓相
詳見圓相。

## 審美觀與日本的文化認同
由於其性質，日本美學比西方美學通常具有更廣泛的實用性。學者池上英子曾在其著作揭示一段複雜的社會生活史，其中審美理想成為日本文化認同的核心；她揭示了表演藝術、茶道和詩歌中的網絡如何塑造隱性文化實踐，以及禮儀和政治是如何密不可分的。她論述道，西方文化中通常分散的東西，如藝術和政治，已經並且現在都明顯地融入了日本。
西方觀念傳入日本後，日本和非日本人都用西方價值觀重新審視侘寂美學理想。 因此，最近對美學理想的解釋不可避免地反映了猶太教與基督教的觀點和西方哲學。

## 日本美學與科技
作為對日本美學和技術這一廣泛主題的貢獻之一，有人建議精心策劃的流體動力學事件的高速相機照片能夠以日本特有的方式捕捉這種自然現象的美麗。

## 美食
許多傳統的日本審美標準體現在日本料理的不同元素中，並作為其一部分進行討論；請參閱懷石料理條目以理解更精細的表達方式。

## 可愛い
自 1970 年代起，可愛い（意即可愛）的概念成為日本流行文化的重要組成之一。
作為一種文化現象，可愛在日本越來越被接受為日本文化和民族認同的一部分。 學者杉山知之認為，“可愛”植根於日本崇尚和諧的文化。社會學者栗田宣義曾表示，可愛是一個“神奇的詞”，涵蓋了一切在日本是可以接受和可取的。

## 參看
- 日本刀
- 以心傳心
- 日本庭園
- 華道
- 物哀
- 5S (管理)